# Lasius pallitarsis
Lasius pallitarsis (лат.) — вид муравьёв рода Lasius из подсемейства Formicinae (Formicidae), включающий мелких по размеру и как правило земляных насекомых.

## Распространение
Северная Америка: Канада, Мексика, США (в том числе, Аляска).

## Описание
Рабочие имеют длину около 4 мм, самки крупнее, основная окраска коричневая (до чёрной у самцов). От близких видов отличается отстоящими волосками на скапусе усика и задних голенях, а также характерным зубцом на базальном крае мандибул (у Lasius neoniger, Lasius americanus и Lasius niger его нет). лесной вид, но предпочитает открытые места, встречается и на сельскохозяйственных полях. Гнездятся в гнилой древесине на почве, под камнями, в подстилочном слое. Этот всеядный вид, собирает живых и мёртвых насекомых, а также падь тлей. Lasius pallitarsis служит хозяином для временных социальных паразитов, таких как Lasius minutus, Lasius umbratus и Lasius subumbratus.

## Классификация
Вид был впервые описан в 1881 году канадским натуралистом и священников Léon Abel Provancher (1820—1892) под первоначальным названием Formica pallitarsis Provancher, 1881 по материалам из Канады. Затем в 1887 году (André, 1887) его перенесли в род Lasius и свели в синонимы к виду Lasius alienus. В 1966 году (Francoeur & Béique, 1966) его восстановили в качестве отдельного вида с включением в него в качестве младшего синонима Lasius sitkaensis.

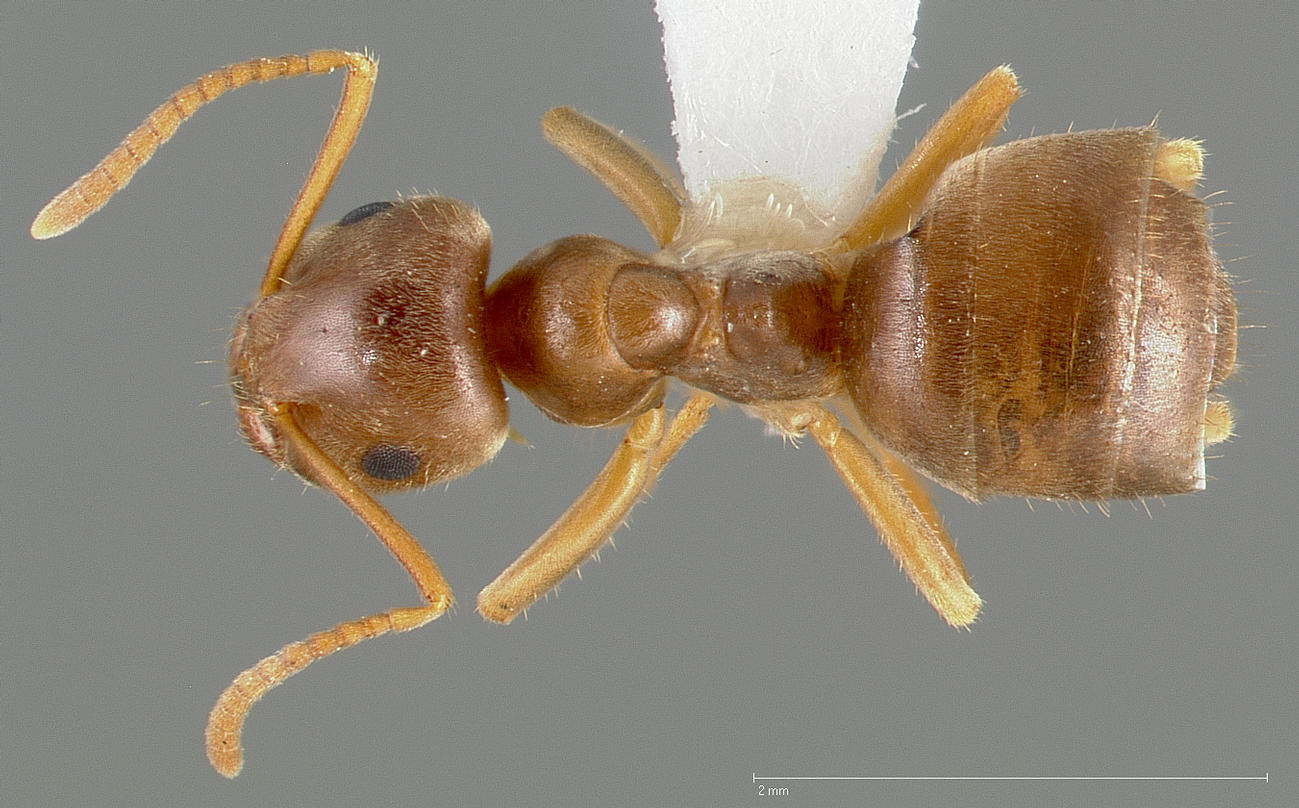
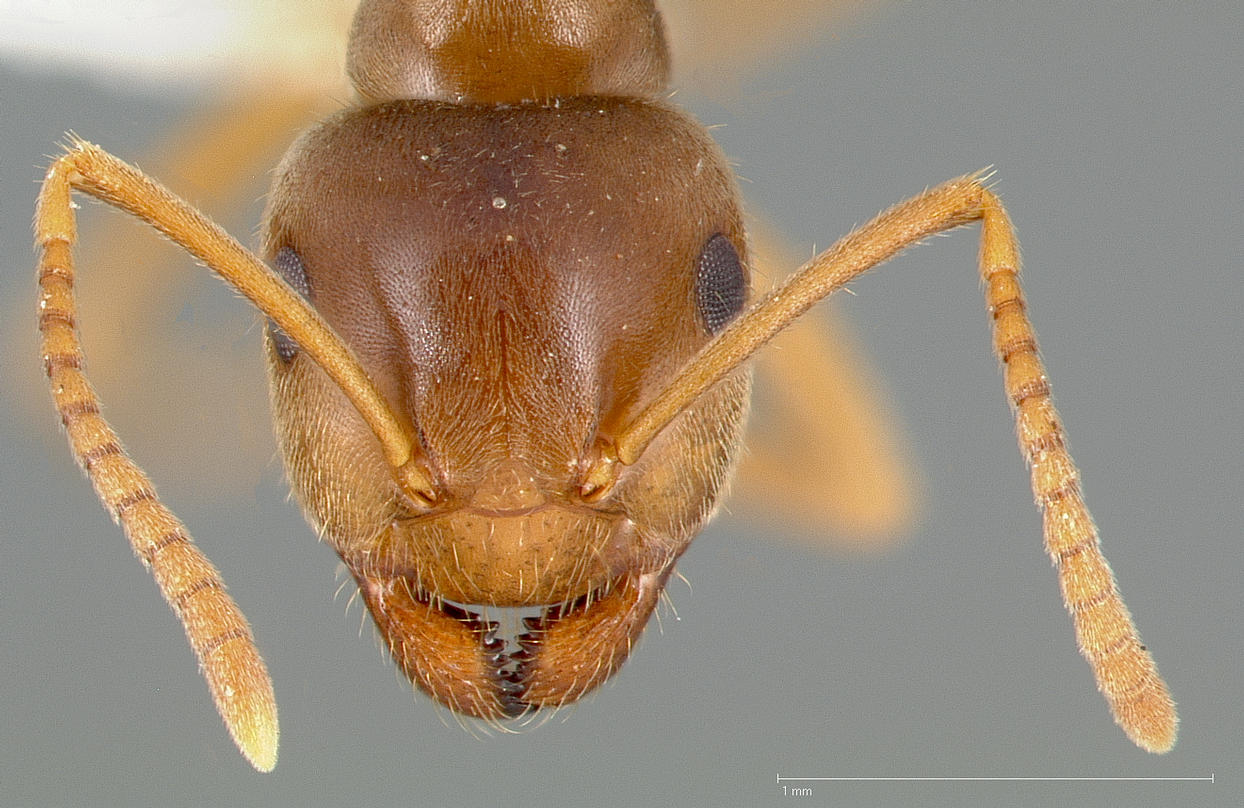
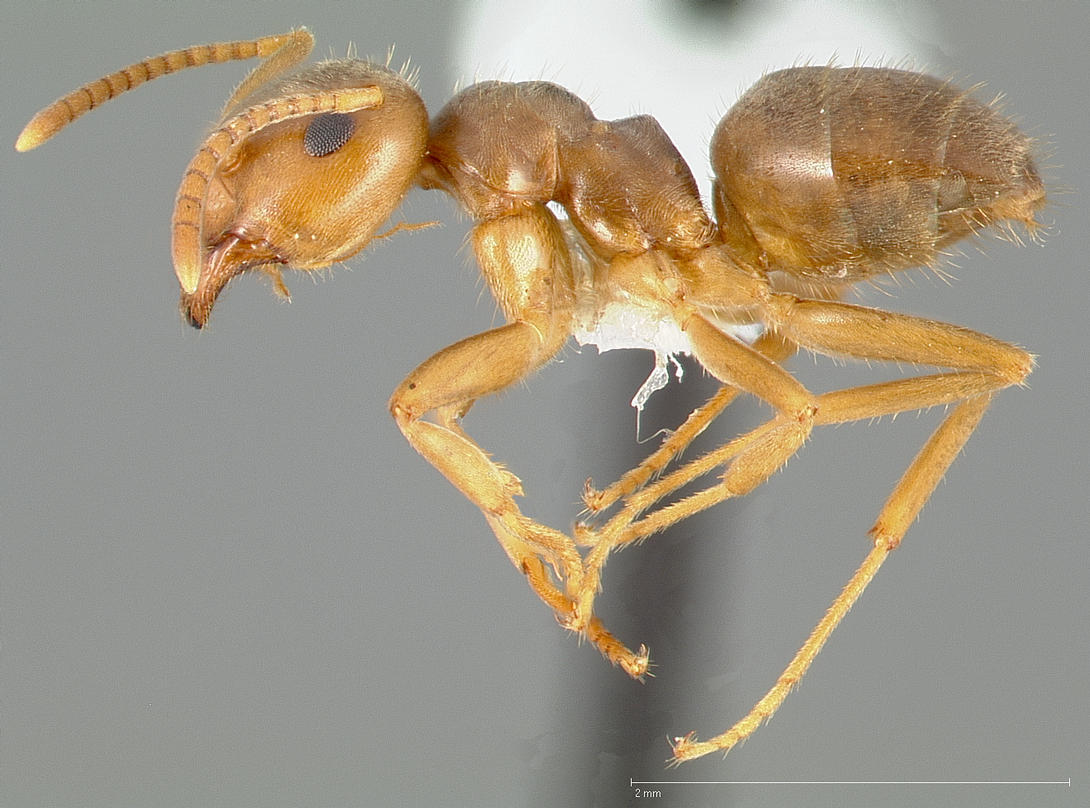
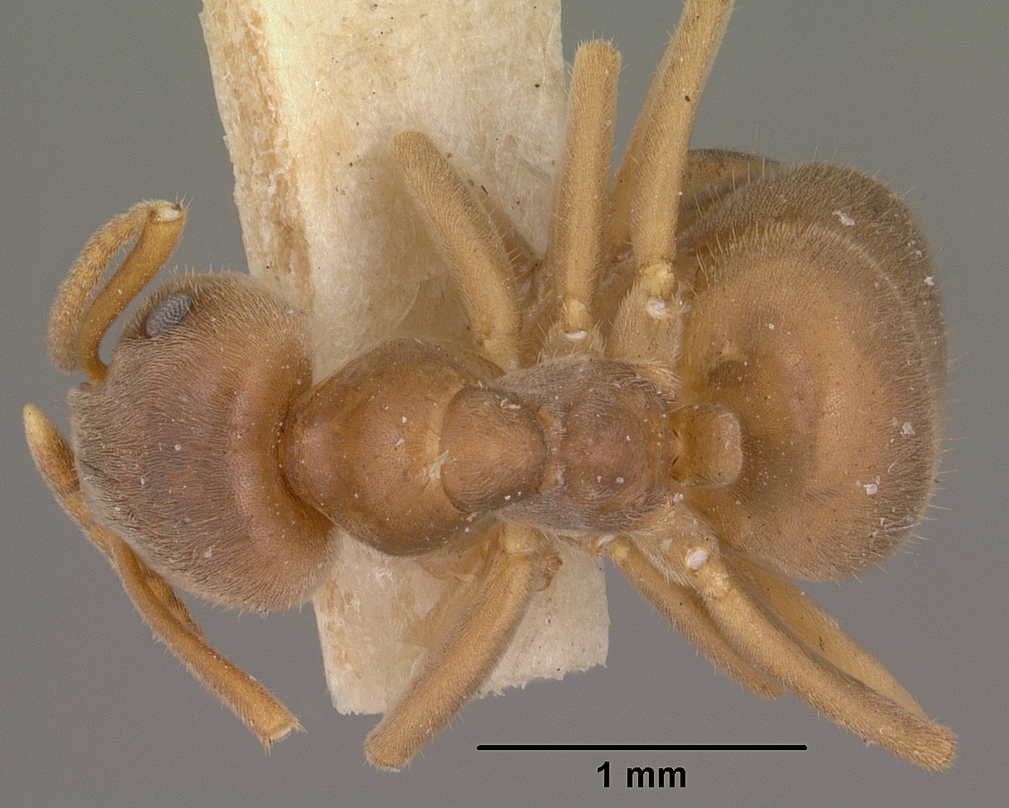
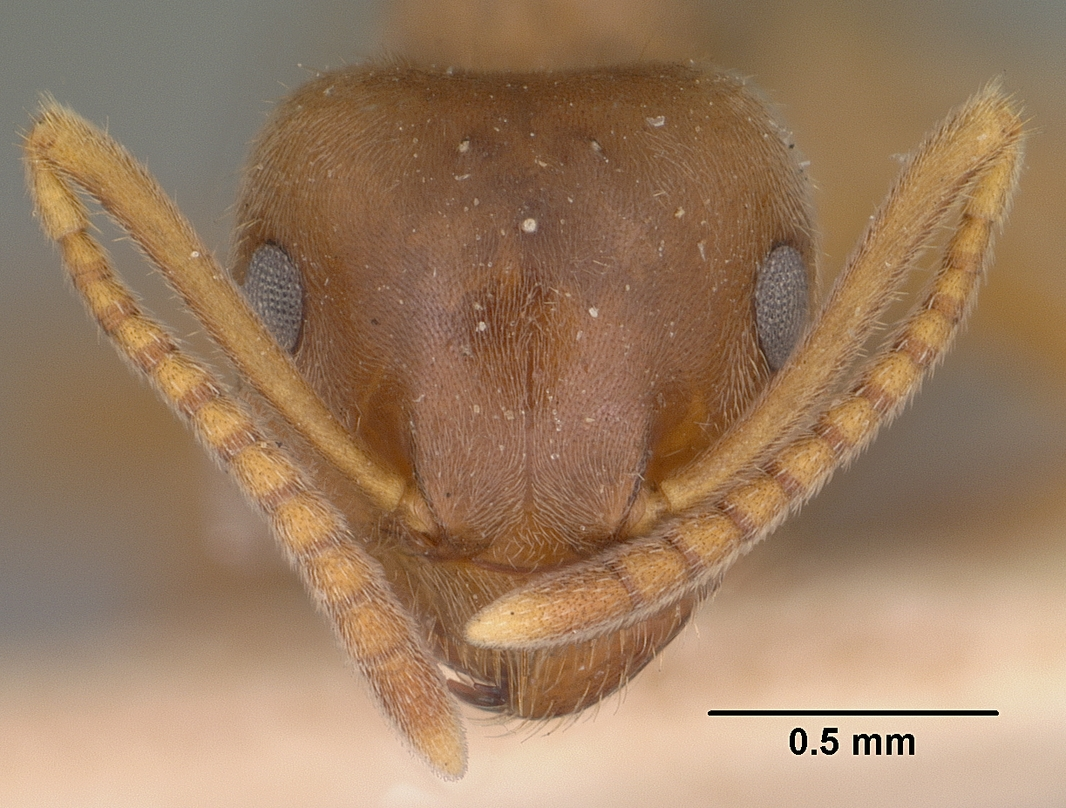